# Classics (Jazz)
Classics (auch Chronological Classics) war ein französisches Jazzplattenlabel aus Paris, das auf die Wiederveröffentlichung von lizenzfreien Aufnahmen spezialisiert war. Es wurden jeweils die Originaltakes, die von einer Session veröffentlicht wurden, unter dem Namen des Bandleaders chronologisch geordnet zusammengestellt. Berücksichtigt wurden nur Studioaufnahmen (ohne Alternate Takes). Das Ziel des Labels war es, eine vollständige Übersicht über die veröffentlichten Aufnahmen des Jazzmusikers herauszugeben. Begünstigt wurde die Arbeit dadurch, dass das Urheberrecht in Frankreich nach 50 Jahren erlischt und so zum Beispiel 1999 schon frühe Aufnahmen von Oscar Peterson und Bud Powell berücksichtigt werden konnten. Auf den Platten finden sich vollständige diskografische Informationen.
Das Label wurde 1989 von Gilles Petard (* 1949) gegründet und gab monatlich 5 CDs heraus. Bis 1999 veröffentlichte das Label rund 600 CDs von rund 200 Musikern. Petard war früher bei EMI France im Marketing und hat daneben noch weitere Jazzlabels wie Body and Soul. Einen Großteil der Aufnahmen entnahm er seiner eigenen umfangreichen Plattensammlung. Liner Notes stammten vielfach von Anatol Schenker, einem Englischlehrer aus Basel.
Der Vertrieb erfolgte in Deutschland über Fenn-Music.
2004 ging das Label bankrott, der Katalog wurde von Abeille Musique übernommen, die auch bis Mitte 2008 neue Veröffentlichungen herausbrachte (fünf für August 2008 angekündigte Titel erschienen nie). Bis dahin waren 969 Jazz-CDs erschienen (Nr. 500–1469). Die ersten erschienen Dezember 1989, und es wurden über Subskription fünf CDs pro Monat veröffentlicht.
Das Label Neatwork Records veröffentlichte Alternate Takes zu den Classics Ausgaben, und Classics selbst veröffentlichte 1999 auch Nachträge zu ihren bereits veröffentlichten CDs (sowie eine Bonus-CD mit korrigierten Tracks).
Es gab auch ab 2001 eine Rhythm-&-Blues-Reihe bei Classics (erschienen sind Nr. 5000–5189).